# Rameau pétreux de l'artère méningée moyenne
Le rameau pétreux de l'artère méningée moyenne est une artère systémique paire de la tête. Il vascularise le nerf facial et la dure-mère.

## Origine
Le rameau pétreux nait de l'artère méningée moyenne au niveau du foramen épineux.

## Trajet
Le rameau pétreux de l'artère méningée moyenne pénètre dans le hiatus du canal du nerf grand pétreux, vascularise le nerf facial et la dure-mère du plancher de la fosse crânienne moyenne. Elle s'anastomose avec l'artère stylo-mastoïdienne, branche de l'artère auriculaire postérieure.